# Senovo
Senovo (en búlgaro: Сеново) es una ciudad de Bulgaria en la provincia de Ruse.

## Geografía
Se encuentra a una altitud de 208 m s. n. m. a 355 km de la capital nacional, Sofía.

## Demografía
Según estimación en 2012 contaba con una población de 1 435 habitantes.
|         | 2004  | 2005  | 2006  | 2007  | 2008  | 2009  | 2010  | 2011 |
| Mujeres | 878   | 860   | 858   | 835   | 822   | 809   | 789   | 718  |
| Varones | 878   | 858   | 841   | 809   | 788   | 771   | 761   | 690  |
| Total   | 1 756 | 1 718 | 1 699 | 1 644 | 1 610 | 1 580 | 1 550 | 1408 |